# Gnathophis
Gnathophis es un género de cóngridos marinos.

## Especies
Este género tiene actualmente reconocidas 27 especies:
- Gnathophis andriashevi Karmovskaya, 1990
- Gnathophis asanoi Karmovskaya, 2004
- Gnathophis bathytopos D. G. Smith & Kanazawa, 1977
- Gnathophis bracheatopos D. G. Smith & Kanazawa, 1977
- Gnathophis capensis (Kaup, 1856)
- Gnathophis castlei Karmovskaya & Paxton, 2000
- Gnathophis cinctus (Garman, 1899)
- Gnathophis codoniphorus Maul, 1972
- Gnathophis grahami Karmovskaya & Paxton, 2000
- Gnathophis habenatus (J. Richardson, 1848)
- Gnathophis heterognathos (Bleeker, 1858-59)
- Gnathophis heterolinea (Kotthaus, 1968)
- Gnathophis leptosomatus Karrer, 1982
- Gnathophis longicauda (E. P. Ramsay & J. D. Ogilby, 1888)
- Gnathophis macroporis Karmovskaya & Paxton, 2000
- Gnathophis melanocoelus Karmovskaya & Paxton, 2000
- Gnathophis microps Karmovskaya & Paxton, 2000
- Gnathophis musteliceps (Alcock, 1894)
- Gnathophis mystax (Delaroche, 1809)
- Gnathophis nasutus Karmovskaya & Paxton, 2000
- Gnathophis neocaledoniensis Karmovskaya, 2004
- Gnathophis nystromi (D. S. Jordan & Snyder, 1901)
- Gnathophis parini Karmovskaya, 1990
- Gnathophis smithi Karmovskaya, 1990
- Gnathophis tritos D. G. Smith & Kanazawa, 1977
- Gnathophis umbrellabius (Whitley, 1946)
- Gnathophis xenica (Matsubara & Ochiai, 1951)